# Malke Schorr
Malke Schorr (Deckname Hertha Müller; 27. Dezember 1885 in Lipsko, Österreich-Ungarn – 15. Oktober 1961 in Wien) war eine jüdisch-österreichische kommunistische Aktivistin. Sie leitete ab 1925 die Österreichische Rote Hilfe und lebte während der NS-Zeit im Exil in Moskau.

## Leben und Werk
Schorr wurde in einer jüdisch-orthodoxen Familie im galizischen Lipsko geboren und wuchs gemeinsam mit zehn Geschwistern in Küche und Hinterzimmer auf. Ihre Jugend war von Armut geprägt. „Heimarbeit ab dem achten Lebensjahr. Nach dem Tod ihres Vaters soll das Mädchen – nach Anweisung des Großrabbiners – von ihrer Familie verheiratet werden. Sie aber geht statt zur Verlobung in Schillers Räuber“.
Mit der Arbeiterbewegung kam sie in Lemberg in Kontakt, siebzehnjährig. Begeistert von den Zielen des Sozialismus und überzeugt von der Notwendigkeit des Klassenkampfes trat sie ein Jahr später der jüdischen sozialistischen Bewegung Poale Zion bei. Sie schaffte dort eine eigene Mädchengruppe: „Denn ich sagte mir, dass sich in der Gesellschaft von Männern das Mädchen, wie ich ja selber damals noch empfand, nicht frei genug fühlt, um seine Meinung zum Ausdruck zu bringen.“
Spät am Abend, nach der Arbeit, warb sie für die Gewerkschaft, ging von Haus zu Haus, schrieb Abhandlungen über das Kommunistische Manifest oder über eine der ältesten Forderungen der Arbeiterbewegung, den Achtstundentag.
Bei einer Demonstration für die Russische Revolution im Jahr 1905 machte sie Bekanntschaft mit der Brutalität der österreichischen Ordnungskräfte. Aus Lemberg emigrierte Schorr allerdings nicht wegen der Polizei, sondern auf Grund der konservativen Einstellung ihrer Familie. Sie floh regelrecht nach Wien. „Im Koffer ein Foto von Karl Marx. In ihrem Notizbuch zwei Namen: Josef Kainz und Viktor Adler.“

### In Wien
Schon in Lemberg gehörte Schorr dem revolutionären Flügel der Poale Zion an, in Wien pflegte sie Kontakte mit Revolutionären aus Russland und eine persönliche Freundschaft mit einer russischen Studentin, mit der sie dreimal die Woche Texte von Marx und Engels studierte. Ihr Wissen und ihre Gesinnung gab sie weiter an Hutarbeiterin-Kolleginnen, die sie gewerkschaftlich organisierte. Das kostete sie immer wieder ihren Arbeitsplatz. 1914 war sie entsetzt über den Wortbruch der Sozialdemokratie und deren kriegsbejahende Politik und schloss sich linken Gruppen an, die gegen den Krieg kämpften. Später schrieb sie über diese Zeit: „Während des Krieges kam ich wiederholt ins Favoritner Arbeiterheim, wo insbesondere unter den Frauen viele Kriegsgegnerinnen zusammenkamen.“ Beteiligt an den Jännerstreiks 1918 wurde sie verhaftet und ausgewiesen. Genossen versteckten sie jedoch vor dem Zugriff der Polizei und selbst aus dem Versteck heraus organisierte sie Hilfe für verhaftete Streikführer. In der jüdischen Arbeiterpartei spitzte sich nach dem Krieg der Konflikt zwischen sozialdemokratischem und kommunistischem Flügel zu, was zu einer Spaltung 1920 führte. Schorr blieb daraufhin im kommunistischen Flügel, welcher in den Folgejahren an einem Beitritt zur Komintern scheiterte. Gemeinsam mit Hersch Nagler, Alexander Serpow und Michael Kohn-Eber trat sie jedoch etwa 1919 der KPÖ bei, in welcher sie auch ab dem Ende des linken Flügels der Poale Zion 1922 weiter politisch organisiert blieb.

### Österreichische Rote Hilfe
Rasch zählte sie zu den führenden Kadern der KPÖ, wurde 1923 ins ZK gewählt, übernahm die Leitung der Frauenarbeit und richtete ihre Arbeit zunehmend auf die Organisation von Solidarität aus. 1925 wurde sie zur Mitgründerin und Leiterin der Österreichischen Roten Hilfe (ÖRH). Rasch galt diese Institution als Beispiel einer nichtsektiererischen Bündnispolitik einer Zeit heftigster fraktioneller Auseinandersetzungen. Ziel der Roten Hilfe war die Unterstützung von politischen Flüchtlingen, vor allem aus dem Balkan und aus dem faschistischen Italien, die in Österreich Asyl suchten. Denn bereits in den 1920er Jahren bestanden faschistische Regimes in Rumänien, Bulgarien, Ungarn und Italien. Für die Geflüchteten organisierte sie bescheidene Unterstützung und kämpfte für deren Recht auf Asyl vor dem Weißen Terror. Trotz zwischenzeitlichem Verbot und behördlichen Schikanen entwickelte sich die Rote Hilfe binnen Kürze zur einflussreichsten Massenorganisation im Nahebereich der KPÖ. Eine wesentliche Rolle in der Roten Hilfe übernahm der kommunistische Rechtsanwalt Egon Schönhof, der selbst mehrfach für das Asylrecht und gegen die drohende Abschiebung von geflüchteten Kommunisten aus den Balkanstaaten kämpfte.
Zu einer Bewährungsprobe für die Organisation wurden die Folgen der Schattendorfer Urteile, die zu spontanen Streiks und Massenkundgebungen führten. „Nach Polizeiangriffen mit blanken Säbeln erstürmte die Menge den Justizpalast und setzte das verhasste Symbol der Klassenjustiz in Brand. Nun eröffneten 600 auf Befehl des christsozialen Bundeskanzlers Prälat Ignatz Seipel mit Mannlicher-Gewehren bewaffnete Polizisten das Feuer auf die Menge. Fliehende Arbeiter wurden wie die Hühner abgeknallt. 86 tote Arbeiter und vier tote Polizisten sowie über 1000 Verwundete waren die Folge von zwei Tagen blutiger Massaker. Über 1300 Arbeiter wurden verhaftet.“ Die Rote Hilfe wurde zur zentralen Sammelstelle für Augenzeugenberichte der Ereignisse und musste sich juristisch und finanziell um die Opfer und deren Familien kümmern. 60 Kinder, deren Eltern bei den Wiener Kämpfen ums Leben kamen oder inhaftiert wurden, fanden übergangsweise Zuflucht in Kindererholungsheimen der Deutschen Roten Hilfe in Elgersburg und Worpswede. Da der Wiener Bürgermeister Karl Seitz der Organisation das Spendensammeln untersagte, halfen sowjetische und deutsche Gewerkschafter.
„Im Jahre 1928 wurden unterstützt: 220 politische Gefangene und 68 Familien, 1929 – 257 politische Gefangene und 58 Familien. Für diese Opfer der Klassenjustiz wurde in der Form von Rechtsschutz und Unterstützung der Betrag von 29.270 Schillingen verausgabt. In derselben Zeit wurden 1020 politische Emigranten mit dem Betrage von 72.427 Schilling unterstützt.“
„Das Büro der Roten Hilfe Österreichs befand sich erst in der Schlösselgasse 12 und wechselte 1929 in die Lerchengasse 13a gleichfalls im VIII. Wiener Bezirk – direkt neben dem Bezirkssekretariat der Josefstädter Sozialdemokraten in Nummer 13.[2] Die Mitgliederzahl stieg bis zum Jahr 1931 auf 4.000 und bis zum Herbst 1932 auf 4.400 zahlende Mitglieder an.“ Neben 2.100 Kommunisten und 1.200 Parteilosen machten 1932 1.100 Sozialdemokraten ein Viertel der Mitgliedschaft aus.

### Internationale Rote Hilfe
Schorr spannte rasch ein internationales Netz der Solidarität und wurde selbst ins Exekutivkomitee der Internationalen Roten Hilfe berufen, die 1922 als politisches Gegenstück zum Roten Kreuz in Moskau gegründet worden war. In der Folge arbeitete sie auch an den Kampagnen für die Rettung von Sacco und Vanzetti, von Dimitrow und Thälmann mit.
Auf großes Interesse der österreichischen Arbeiterschaft stieß 1931/1932 eine Solidaritätskampagne der RHÖ für die Scottsboro Boys und gegen staatliche Lynchjustiz und Rassendiskriminierung in den Südstaaten der USA. Acht Afroamerikaner im Alter zwischen 14 und 20 Jahren waren aufgrund falscher und erpresster Beschuldigungen wegen angeblicher Vergewaltigung zweier weißer Prostituierten zum Tode verurteilt worden. Schorr organisierte Informationsveranstaltungen und Aktionismus, beispielsweise anlässlich einer Feierstunde im George-Washington-Hof, einem Gemeindebau, zu der neben tausenden Teilnehmern auch der US-Gesandte erschien: „Wir haben illegale Flugblätter verbreitet, und während der Feier, als der amerikanische Gesandte erschien, fuhr ein Lastauto vor, aus dem 8 als Neger maskierte Jugendliche Losungen für die Freilassung der Scottsboro-Neger ausriefen. Diese lebendige Agitation hat einen großen Eindruck gemacht. Sämtliche Wiener Zeitungen und sogar ausländische haben darüber berichtet“, schilderte Malke Schorr.
Die organisatorische Kraft der von Schorr aufgebauten Österreichischen Roten Hilfe bewies sich ab 1933, als sich in Österreich der Ständestaat etablierte und die Rote Hilfe am 20. Mai 1933 verboten wurde, trotzdem aber weiterhin im Untergrund bestehen blieb und zahlreichen Genossen und deren Familien helfen konnte. Allerdings wurden alle Aktivitäten der Roten Hilfe von der NS-Justiz massiv verfolgt und führten zu zahlreichen Todesurteilen. Beispielsweise wurden sechs Arbeiter der Schiffswerft Korneuburg wegen des Sammelns von Spenden für die Rote Hilfe zum Tode verurteilt und 1943 mit dem Fallbeil hingerichtet.

### Rückkehr nach Wien
Das NS-Regime überlebte Malke Schorr in Moskau. Nach der Befreiung Wiens kehrte sie nach Österreich zurück und übernahm, nunmehr bereits 60-jährig, den Pressedienst der KPÖ. In einem Erinnerungsbericht ist zu lesen: „Ich kann mich noch gut erinnern, als ich als kleiner Bub an vielen Wochenenden mit meiner Mutter, die Malke Schorr aus der Volksstimme-Redaktion gut kannte, mit der damaligen Stadtbahn (heute U4) nach Hietzing in ihre Villa pilgerte und bei der alten Dame eine Jause bekam und mit ihr Karten spielte. Nach einem Schlaganfall konnte sich Malke Schorr nur mehr übers Domino-Spielen mit uns verständigen.“

## Würdigungen
„Ein großes Herz und ein kluger Kopf, das war es, was diese Frau, die so gar nicht ‚hübsch‘ war, so nobel und anziehend machte.“

## Kritik
Herbert Wehner schildert in seinen Erinnerungen, ein Brief Schorrs, in dem sie eine Konversation mit dem deutschen KPD-Funktionär Hermann Schubert schilderte, soll den Ausgangspunkt für dessen Verhaftung, Verurteilung und Hinrichtung dargestellt haben. Schorr soll Schubert heftig kritisiert haben: „Malke Schorr bestand darauf, dass gegen Schubert Maßnahmen ergriffen werden sollten, der es gewagt habe, Lenin und Trotzki auf eine Stufe zu stellen!“

## Publikationen
- Österreichische Rote Hilfe. Anhang: Wie verhält sich der Proletarier vor Gericht von E. Schönhof. - Wien: Österreichische Rote Hilfe, 1926
- Arbeitermord in Voitsberg, Faschistenfreispruch in Graz, Wien: Österreichische Rote Hilfe, 1932

Unter dem Pseudonym Hertha Müller:
- Die Werktätigen der Welt verteidigen die Arbeiterklasse Deutschlands: 14 Millionen Roter Helfer an der Solidaritätsfront, Zürich: MOPR-Verlag, 1934
- Galgen in Österreich: Der heldenhafte Aufstand des österreichischen Proletariats, Zürich [u. a.]: MOPR-Verlag, 1934

Einige Flugschriften und Plakatanschläge, die von der Roten Hilfe unter Leitung von Schorr publiziert wurden finden sich in der Österreichischen Nationalbibliothek.